# Épidémie de variole du singe de 2022-2023
L'épidémie de variole du singe de 2022-2023 apparaît le 7 mai 2022 au Royaume-Uni chez un individu de retour du Nigeria,.
Au 25 mai 2022, plus de 300 cas de variole du singe étaient confirmés ou soupçonnés en Europe, en Amérique et en Australie, selon le décompte réalisé quotidiennement par une équipe internationale d'épidémiologistes.
Le vaccin antivariolique de 3e génération MVA-BN du Danois Bavarian Nordic (en) (IMVANEX en Europe, JYNNEOS aux États-Unis ou IMVAMUNE au Canada) voit son indication élargie à la variole du singe.
En 2024 une nouvelle souche du virus plus contagieuse et plus mortelle se développe en Afrique (la clade lb), donnant lieu à une nouvelle épidémie.

## Propagation du virus
Au début du mois de mai 2022, trois cas sont d'abord signalés au Royaume-Uni — probablement par un cas importé d'un voyageur revenant du Nigeria —,,, puis 23 cas suspectés en Espagne et au Portugal. L'agence sanitaire publique des États-Unis, le centre pour le contrôle et la prévention des maladies (CDC), affirme s'inquiéter d'une transmission communautaire au-delà du Royaume-Uni. Des cas sont ensuite confirmés au Canada et aux États-Unis, en Argentine, ainsi qu'en Italie, aux Pays-Bas, en Belgique, en France, en Suède, en Norvège, au Danemark, en Allemagne, en Suisse, en Autriche, en Grèce, en Israël et en Australie. Selon l'Organisation mondiale de la santé (OMS), la plupart des cas concernent les relations homosexuelles masculines, le risque de contagion étant plus élevé chez les personnes ayant plusieurs partenaires sexuels, tout en restant « très faible » dans la population en général. Le 23 mai, l'OMS affirme que la propagation peut être stoppée dans les pays où le virus n'est pas encore endémique. Une première analyse génomique menée sur un cas confirmé au Portugal identifie la souche ouest-africaine comme à l'origine de l'infection et les génomes viraux connus les plus proches seraient ceux des cas exportés du Nigeria en 2018-2019 vers le Royaume-Uni, Israël et Singapour. Un autre génome de virus, séquencé sur un patient aux États-Unis, correspond à celui identifié au Portugal. Depuis, deux variants issus de cette souche ouest-africaine ont été identifiés en Europe.
Chez l'humain, le virus n'a jamais été détecté hors d'Afrique avant 2003.
En mai 2022, le schéma de propagation du virus est encore incompris et intrigue les épidémiologistes car il diffère des épidémies du passé hors de l'Afrique. Presque toutes les épidémies précédentes avaient pu être expliquées par l'import du virus par des vols venant d'Afrique, ou par une exposition directe à des animaux exotiques infectés (cas le plus fréquent).
Le 30 mai, le Nigeria annonce le premier mort lié à la maladie. En Europe, le premier décès lié à la maladie a lieu en Espagne le 29 juillet. Le même jour, c'est le Brésil qui déclarait plus tôt un décès sur son sol, le premier mort hors du continent africain.
Le 23 juillet, l'Organisation mondiale de la santé déclare l'épidémie de la variole du singe en cours comme une urgence de santé publique de portée internationale.
En France, le pic de l'épidémie a eu lieu en juillet 2022, le nombre de personnes contaminées a très fortement diminué ensuite, pour à partir de novembre 2022 être assez marginal.

## Facteurs de risques
Depuis la fin du XXe siècle, des épidémies de variole du singe ont été plus fréquentes et ont sévi dans 11 pays africains (en République démocratique du Congo principalement). Cette augmentation pourrait avoir deux explications :
- une diminution de l'immunité globale de la population contre la variole (maladie dont le virus est proche de celui du monkeypox) depuis la fin des programmes de vaccination contre la variole[35]. Un indice plaidant pour cette explication est qu'en Afrique les enfants victimes de la variole du singe font généralement partie de ceux qui n'ont pas été vaccinés contre la variole[35] ;
- des changements croissant d'utilisation des terres mettent davantage de personnes à proximité d'animaux porteurs du virus[28].

### Risque d'infection de la faune sauvage
Fin mai 2022, le groupe britannique Human Animal Infections and Risk Surveillance (HAIRS) met en garde contre le fait que le virus pourrait atteindre la faune sauvage et devenir ainsi endémique,.

## Pays touchés
| Carte de la propagation globale du virus de la variole du singe. - Pas de cas connu - Clade ouest-africain endémique - Clade centrafricain endémique - Les deux clades - Épidémie de variole du singe de 2022 - Cas suspectés |

| Pays                             | Confirmé | Suspecté | Total | Morts | Dernière mise à jour | Premier cas confirmé |
| -------------------------------- | -------- | -------- | ----- | ----- | -------------------- | -------------------- |
| Afghanistan                      | _        | _        | _     |       | 28 mai 2022,         | _                    |
| Andorre                          | 1        | _        | 1     |       | 2 juli 2022          | 2 juli 2022          |
| Angola                           | _        | _        | _     |       | 5 juin 2022          | 5 juin 2022          |
| Arménie                          | _        | _        | _     |       | 25 juin 2022         | _                    |
| Algérie                          | _        | _        | _     |       | 17 juin 2022         | _                    |
| Afrique du Sud                   | 1        | _        | 1     |       | 23 juin 2022         | 23 juin 2022         |
| Arabie saoudite                  | _        | _        | _     |       | 9 juin 2022          | 9 juin 2022          |
| Argentine                        | 4        | 2        | 6     |       | 27 mai 2022          | 26 mai 2022          |
| Australie                        | 13       | _        | 13    |       | 4 juin 2022          | 20 mai 2022          |
| Autriche                         | 20       | _        | 20    |       | 22 mai 2022          | 22 mai 2022          |
| Azerbaïdjan                      | _        | 7        | 7     |       | 6 juin 2022          | _                    |
| Bahamas                          | _        | 1        | 1     |       | 8 juin 2022          | _                    |
| Bangladesh                       | _        | _        | _     |       | 7 juin 2022          | _                    |
| Belgique                         | 77       | _        | 77    |       | 3 juin 2022          | 19 mai 2022          |
| Bolivie                          | _        | 1        | 1     |       | 26 mai 2022          | —                    |
| Bhoutan                          | _        | 1        | 1     |       | 1 juli 2022          | _                    |
| Brésil                           | 2985     | 9        | 2985  | 1     | 18 aout 2022         | 8 juin 2022          |
| Bulgarie                         | 2        | -        | 2     |       | 23 juin 2022         | 23 juin 2022         |
| Cameroun                         | 37       | 3        | 40    |       | 23 juin 2022         | 18 mai 2022          |
| République centrafricaine        | 15       | 11       | 26    | 2     | 23 juin 2022         | 16 mai 2022          |
| Canada                           | 905      | 44       | 279   |       | 3 juin 2022,         | 19 mai 2022          |
| Chili                            | 3        | -        | 3     |       | 17 juin 2022         | 17 juin 2022         |
| Colombie                         | 3        | -        | 3     |       | 23 juin 2022         | 23 juin 2022         |
| République démocratique du Congo | 1533     | 83       | 1616  |       | 22 juin 2022         | 7 mai 2022           |
| République du Congo              | 2        | 8        | 10    |       | 23 juin 2022         | 28 mai 2022          |
| Costa Rica                       | _        | _        | _     |       | 1 juin 2022          | _                    |
| Corée du Sud                     | 1        | _        | 1     |       | 22 juin 2022         | 22 juin 2022         |
| Danemark                         | 13       | _        | 13    |       | 3 juin 2022          | 23 mai 2022          |
| République dominicaine           | 1        | _        | 1     |       | 6 juli 2022          | 6 juli 2022          |
| Estonie                          | 1        | _        | 1     |       | 28 juin 2022         | 28 juin 2022         |
| Équateur                         | 19       | _        | 19    | 1     | 18 aout 2022         | _                    |
| Fidji                            | _        | 1        | 1     |       | 24 juin 2022         | _                    |
| Finlande                         | 4        | _        | 4     |       | 2 juin 2022          | 27 mai 2022          |
| France                           | 2749     | _        | 2749  |       | 16 aout 2022         | 20 mai 2022          |
| Guyane                           | _        | 2        | 2     |       | 26 mai 2022          | _                    |
| Géorgie                          | 1        | _        | 1     |       | 15 juin 2022         | 15 juin 2022         |
| Allemagne                        | 3187     | _        | 3187  |       | 18 aout 2022         | 20 mai 2022          |
| Ghana                            | 47       | _        | 47    | 1     | 18 aout 2022         | 8 juin 2022          |
| Grèce                            | 3        | _        | 3     |       | 8 juin 2022,         | 8 juin 2022          |
| Haïti                            | _        | 1        | 1     |       | 1 juin 2022          | _                    |
| Honduras                         | 1        | 3        | 4     |       | 3 juli 2022          | _                    |
| Croatie                          | 1        | _        | 1     |       | 22 juin 2022         | _                    |
| Hongrie                          | 12       | _        | 12    |       | 31 mai 2022          | 31 mai 2022          |
| Inde                             | _        | _        | _     | 1     | 4 juin 2022          | _                    |
| Iran                             | _        | 3        | 3     |       | 28 mai 2022          | _                    |
| Irlande                          | 28       | _        | 28    |       | 1 juin 2022          | 28 mai 2022          |
| Islande                          | 3        | _        | 3     |       | 15 juin 2022         | 9 juin 2022          |
| Israël                           | 16       | _        | 16    |       | 22 mai 2022          | 21 mai 2022          |
| Italie                           | 692      | 1        | 692   |       | 18 aout 2022         | 19 mai 2022          |
| Jamaïque                         | 1        | _        | 1     |       | 6 juli 2022          | 6 juli 2022          |
| Jersey                           | 1        | _        | 1     |       | 23 juli 2022         | 23 juli 2022         |
| Kosovo                           | _        | _        | _     |       | 4 juin 2022          | _                    |
| Koweït                           | 2        | _        | 2     |       | 12 juli 2022         | 2 juli 2022          |
| Laos                             | _        | _        | _     |       | 20 juin 2022         | _                    |
| Lettonie                         | 2        | _        | 2     |       | 3 juin 2022          | 3 juin 2022          |
| Liban                            | 1        | _        | 1     |       | 20 juin 2022         | 20 juin 2022         |
| Libye                            | _        | _        | _     |       | 16 juin 2022         | _                    |
| Luxembourg                       | 1        | _        | 1     |       | 16 juin 2022         | 15 juin 2022         |
| Malte                            | 4        | _        | 4     |       | 28 mai 2022          | 28 mai 2022          |
| Maldives                         | _        | _        | _     |       | 18 juin 2022         | _                    |
| Maroc                            | 1        | _        | 1     |       | 2 juin 2022          | 2 juin 2022          |
| Martinique                       | _        | _        | _     |       | 19 juin 2022         | _                    |
| Maurice                          | _        | _        | _     |       | 2 juin 2022          | _                    |
| Mexique                          | 9        | _        | 9     |       | 28 mai 2022          | 28 mai 2022          |
| Saint-Martin                     | _        | _        | _     |       | 16 juin 2022         | _                    |
| Macédoine du Nord                | 1        | _        | 1     |       | 19 juin 2022         | 19 juin 2022         |
| Mongolie                         | _        | _        | _     |       | 21 juin 2022         | _                    |
| Monaco                           | _        | _        | _     |       | 8 juin 2022          | 8 juin 2022          |
| Namibie                          | _        | _        | _     |       | 19 juin 2022         | _                    |
| Népal                            | _        | _        | _     |       | 16 juin 2022         | _                    |
| Nigeria                          | 172      | 66       | 172   | 4     | 18 aout 2022,        |                      |
| Norvège                          | 74       | _        | 74    |       | 18 aout 2022         | 31 mai 2022          |
| Nouvelle-Calédonie               | 1        | _        | 1     |       | 12 juli 2022         | 12 juli 2022         |
| Nouvelle-Zélande                 | 1        | _        | 1     |       | 10 juin 2022         | 10 juin 2022         |
| Ouganda                          | _        | 6        | 6     |       | 8 juin 2022          | _                    |
| Panama                           | 1        | _        | 1     |       | 5 juli 2022          | 5 juli 2022          |
| Paraguay                         | _        | 1        | 1     |       | 1 juin 2022          | _                    |
| Pays-Bas                         | 211      | _        | 211   |       | 2 juin 2022          | 20 mai 2022          |
| Pérou                            | 1        | _        | 1     | 1     | 26 juin 2022         | 26 juin 2022         |
| Pologne                          | 12       | _        | 12    |       | 10 juin 2022         | 10 juin 2022         |
| Portugal                         | 348      | _        | 348   |       | 6 juin 2022          | 18 mai 2022          |
| Porto Rico                       | 1        | _        | 1     |       | 29 juin 2022         | 29 juin 2022         |
| Qatar                            | 2        | _        | 2     |       | 20 juli 2022         | 20 juli 2022         |
| Roumanie                         | 5        | _        | 5     |       | 13 juin 2022         | 13 juin 2022         |
| Russie                           | 1        | _        | 1     |       | 12 juli 2022         |                      |
| Rwanda                           | _        | 1        | 1     |       | 5 juli 2022          |                      |
| Sénégal                          | _        | _        | _     |       | 10 juin 2022         | _                    |
| Serbie                           | 1        | _        | 1     |       | 17 juin 2022         | 17 juin 2022         |
| Singapour                        | 1        | _        | 1     |       | 21 juin 2022         | 20 juin 2022         |
| Sierra Leone                     | 2        | 8        | 10    |       | 23 juin 2022         | 14 mai 2022          |
| Somalie                          | _        | 3        | 3     |       | 15 juin 2022         | _                    |
| Espagne                          | 5792     | _        | 5792  | 2     | 18 aout 2022         | 18 mai 2022          |
| Slovaquie                        | _        | _        | _     |       | 14 juin 2022         | _                    |
| Sri Lanka                        | _        | _        | _     |       | 22 juin 2022         | _                    |
| Slovénie                         | 8        | _        | 8     |       | 2 juin 2022          | 25 mai 2022          |
| Soudan                           | _        | 3        | 3     |       | 26 mai 2022          | _                    |
| Suède                            | 130      | _        | 130   |       | 18 aout 2022         | 19 mai 2022          |
| Suisse                           | 388      | _        | 388   |       | 18 aout 2022         | 21 mai 2022          |
| Eswatini                         | _        | _        | _     |       | 18 juin 2022         | _                    |
| Taïwan                           | 1        | _        | 1     |       | 24 juin 2022         | 24 juin 2022         |
| Tchéquie                         | 6        | _        | 6     |       | 2 juin 2022          | 24 mai 2022          |
| Thaïlande                        | _        | _        | _     |       | 30 mai 2022          | 30 mai 2022          |
| Trinité-et-Tobago                | _        | _        | _     |       | 10 juin 2022         | _                    |
| Turquie                          | 1        | _        | 1     |       | 30 juin 2022         | 30 juin 2022         |
| Ukraine                          | _        | _        | _     |       | 15 juin 2022         | _                    |
| Royaume-Uni                      | 3055     | _        | 3055  |       | 18 aout 2022         | 6 mai 2022           |
| Etats-Unis                       | 11915    | _        | 5189  |       | 18 aout 2022         | 18 mai 2022,         |
| Émirats arabes unis              | 13       | _        | 13    |       | 1 juin 2022          | 24 mai 2022          |
| Uruguay                          | _        | 1        | 1     |       | 2 juin 2022          | _                    |
| Venezuela                        | 1        | _        | 1     |       | 12 juin 2022         | 12 juin 2022         |
| Viêt Nam                         | _        | _        | _     |       | 7 juin 2022          | _                    |
| Saint-Vincent-et-les-Grenadines  | 2        | _        | 2     |       | 24 juli 2022         | 24 juli 2022         |
| Zambie                           | _        | 1        | 1     |       | 20 juin 2022         | _                    |
| Zimbabwe                         | 2        | _        | 2     |       | 10 juli 2022         | 10 juli 2022         |
| Chine                            | _        | _        | _     |       | 14 juin 2022         | 14 juin 2022         |
| Jordanie                         | _        | _        | _     |       | 12 juin 2022         | _                    |
| Total                            | 37,736   | 97       | 4,251 | 12    |                      |                      |

## Réactions et mesures
Le 20 mai, l'OMS tient une réunion d'urgence sur la propagation du virus.
L'agence européenne de santé, le Centre européen de prévention et de contrôle des maladies, recommande l'isolement de tous les cas jusqu'à ce que les lésions provoquées par la maladie « soient complètement guéries ».
Le 20 mai, la Belgique introduit une quarantaine obligatoire de 21 jours pour les personnes infectées.
Le Royaume-Uni appelle toutes les personnes à haut risque d'attraper la maladie, telles que celles habitant avec des personnes infectées ou le personnel de santé ayant été en contact avec des malades, à s'isoler pour une période de 21 jours.
L'agence onusienne ONUSIDA, se basant sur son expérience dans la lutte contre le Sida, condamne les propos homophobes et racistes survenant dans les commentaires au sujet de l'épidémie, affirmant que ces propos « minent la confiance et la capacité à répondre efficacement à des épidémies comme celle-ci ».
Aux États-Unis, le CDC alerte les hommes homosexuels et bisexuels sur le risque particulier de transmission du virus au sein de leur communauté à travers le monde, leur enjoignant de prendre des précautions s'ils ont été en contact avec des malades et de surveiller l'apparition de symptômes de la maladie, tout en rappelant que celle-ci peut toucher tout le monde.

### Vaccination
Le vaccin antivariolique de 3e génération MVA-BN (Modified Vaccinia Ankara de Bavarian Nordic (en) (IMVANEX en Europe, JYNNEOS aux États-Unis ou IMVAMUNE au Canada) est efficace contre la variole du singe. Il est administré par voie sous-cutanée. La primovaccination est de deux doses de 0,5 mL espacées d'au moins 28 jours. Les personnes vaccinées avec le vaccin de première génération n'auront que la dose de rappel.
En France, l'ANSM le recommande le 30 mai 2022 dans le cadre d'une stratégie vaccinale réactive après exposition qu'elle doit être « administrée idéalement dans les 4 jours après le contact à risque et au maximum 14 jours plus tard » avec un rappel à 28 jours (deux pour personnes immunodéprimées)[réf. non conforme]. Le 8 juillet, la vaccination préventive est élargie aux personnes à risque[réf. non conforme]. Mardi 26 juillet, un centre de vaccination spécifique est ouvert en Île-de-France[réf. non conforme].

## Génome
Il existe dans le monde deux grands clades distincts du virus : celui du bassin du Congo (le plus virulent) et celui de l'Afrique de l'Ouest (moins agressif).
La séquence génomique du virus associée à cette épidémie a été publiée pour la première fois le 19 mai 2022 par des chercheurs portugais. Ce virus appartenait au clade ouest-africain, déjà relié à d'autres épidémies internationales en 2018-2019, de même pour les autres échantillons séquencés (dont le premier cas aux États-Unis). Depuis, deux variants issus de la souche ouest-africaine ont été identifiés. Le suivi des séquences génomiques lors d'émergences de ce type peut fournir plus d'informations sur « l'épidémiologie, les sources d'infection et les schémas de transmission ». En 2018, d'autres données et analyses sur le génome du virus sont attendues.
En 2025, le séquençage de 118 génomes de MPXV isolés de cas au Nigeria et au Cameroun entre 2018 et 2023 montre que, contrairement aux cas au Nigeria (généralement dus à une contamination inter-humaine), les cas au Cameroun sont le résultat de zoonoses répétées, avec deux lignées zoonotiques distinctes circulant à travers la frontière entre le Nigeria et le Cameroun. Les populations animales partagées dans les écosystèmes forestiers transfrontaliers sont à l'origine de l'émergence et de la propagation du virus. Le groupe zoonotique le plus proche de la lignée épidémique humaine nigériane (hMPXV-1) est identifié dans un État frontalier du sud du Nigeria. L'ancêtre commun du groupe zoonotique et du hMPXV-1 a dû circuler chez les animaux dans le sud du Nigéria fin 2013. Le hMPXV-1 est apparu chez l'homme en août 2014 dans le sud de l'État de Rivers et a circulé sans être détecté pendant trois ans. Cet État a été la principale source de propagation virale pendant l'épidémie humaine. L'étude met en lumière l'établissement récent du MPXV dans la population humaine et souligne le risque d'émergence zoonotique persistante du MPXV dans les régions frontalières complexes du Cameroun et du Nigeria.